# 상의재
상의재는 충청북도 청주시 서원구에 있다. 2015년 4월 17일 청주시의 향토유적 제70호로 지정되었다.

## 개요
임진왜란때 공을 세운 진주유씨 유사인이 세운 학재(學齋)이다.